# The Optimist LP
The Optimist LP is het debuutalbum van de Britse band Turin Brakes, genomineerd voor de fameuze Engelse Mercury Prize. Meer dan 216.000 exemplaren zijn er verkocht. Het album bevat voornamelijk pop en folk invloeden. De plaat werd uitgebracht bij Source Records / EMI in maart 2001. Hij is opgedragen aan Liam Ellis en Sandra Thorpe (The Optimist).

## Tracklist
1. Feeling Oblivion
2. Underdog (Save Me)
3. Emergency 72
4. Future Boy
5. The Door
6. State Of Things
7. By TV Light
8. Slack
9. Starship
10. The Road
11. Mind Over Money
12. The Optimist

## Singles
- The Door (maart 2001)
- Underdog (Save Me) (mei 2001)
- Mind Over Money (juli 2001)
- 72 (oktober 2001)